# Cheongchun
Cheongchun (hangul: 청춘) é um filme sul-coreano dos géneros coming-of-age, drama romântico e erótico, realizado e escrito por Kwak Ji-kyoon.

## Elenco
- Kim Rae-won como Kim Ja-hyo
- Kim Jung-hyun como Lee Su-in
- Jin Hee-kyung como Yun Jeong-hye
- Bae Doona como Seo Nam-ok[2]
- Yoon Ji-hye como Jeong Ha-ra
- Kim Jae-young como Seo Wan-jae
- Ham Shin-young como Ha Jeong-tae
- Park Chan-im como Oh Dal-sun
- Lee Yong-nyeo como mãe de Ha-ra
- Jo Han-hee como mãe de Su-in
- Go Doo-shim como mãe de Nam-ok
- Lee Yoon-geon como professor conselheiro de classe
- Lee Chun-woo como Drunk
- Ham Sun-ho como professor